# Гусаков, Владимир Николаевич
Влади́мир Никола́евич Гусако́в (род. 10 октября 1949, село Николаевка) — архитектор, кандидат архитектуры (с 2000 г.), заслуженный архитектор Украины (1996), президент НСАУ (2011), лауреат государственной премии Украины в области архитектуры (1995), действительный член УАА. Советник Премьер-министра Украины (2001—2002), председатель Комитета по Государственным премиям Украины в области архитектуры (1996—2002), член Межведомственной комиссии по вопросам местного самоуправления при КМ Украины (с 1998).

## Биография
Работал председателем Государственного Комитета строительства, архитектуры и жилищной политики Украины (Киев).

## Проекты
- Система РАМПА (в соавторстве с В. С. Шмуклером, Ю. М. Брусником, Ю. П. Демяненко, Е. М. Сердюком, В. В. Гродзинским, В. Д. Бедимом) (1995)